# Roaia Mashaly
Roaia Mohamed Mashaly (en arabe : رؤيا محمد مشالي), née le 1er avril 1998, est une nageuse égyptienne. 

## Carrière
Roaia Mashaly dispute les Jeux africains de la jeunesse de 2014 à Gaborone, obtenant trois médailles d'or, sur 200 et 400 mètres nage libre ainsi que sur le relais 4 x 50 mètres nage libre mixte, une médaille d'argent sur les relais 4 x 100 mètres nage libre mixte et une médaille de bronze sur 100 mètres nage libre.
Elle obtient la médaille d'argent du relais 4 x 200 mètres nage libre et la médaille de bronze du 800 mètres nage libre aux Jeux africains de 2015 à Brazzaville.